# The Peel Sessions 1988-90
The Peel Sessions 1988-90 is een muziekalbum van Bolt Thrower dat uit drie zogenaamde Peel-sessies bestaat. Het werd in 1991 uitgebracht door Strange Fruit Records (DEI 8118-2) en live opgenomen in de studio. Het werd geproduceerd door Dale Griffin.

## Tracklijst
1. Forgotten Existence 3:58
2. Attack In The Aftermath 3:31
3. Psychological Warfare 3:27
4. In Battle There Is No Law 4:14
5. Drowned In Torment 3:10
6. Eternal War 2:30
7. Realm Of Chaos 3:03
8. Domination 2:44
9. Destructive Infinity 4:17
10. Warmaster 4:32
11. After Life 4:35
12. Lost Souls Domain 3:58

Totale duur: 43:59
De tracks 1 tot 4 zijn van de eerste Peel-sessie. Tracks 5 tot 8 zijn van de tweede Peel-sessie de laatste vier tracks zijn van de laatste Peel-sessie.

## Bezetting
- Alan West: zang op tracks 1-4
- Karl Willetts: zang op tracks 5-12
- Gavin Ward: gitaar
- Barry Thompson: gitaar
- Andrew Whale: drums
- Jo Bench: bas